# Liste der Biografien/Hofe
Liste der Biografien |
Portal Biografien |
Personensuche
# |
A |
B |
C |
D |
E |
F |
G |
H |
I |
J |
K |
L |
M |
N |
O |
P |
Q |
R |
S |
T |
U |
V |
W |
X |
Y |
Z |
?
 
Ha |
Hd |
He |
Hi |
Hj |
Hk |
Hl |
Hm |
Hn |
Ho |
Hr |
Hs |
Ht |
Hu |
Hv |
Hw |
Hy
 
Hoa |
Hob |
Hoc |
Hod |
Hoe |
Hof |
Hog–Hok |
Hol |
Hom |
Hon |
Hoo |
Hop |
Hoq |
Hor |
Hos |
Hot |
Hou |
Hov |
How |
Hox |
Hoy |
Hoz
 
Hofa |
Hofb |
Hofd |
Hofe |
Hoff |
Hofg |
Hofh |
Hofi |
Hofk |
Hofl |
Hofm |
Hofn |
Hofp |
Hofr |
Hofs |
Hoft |
Hofv |
Hofw |
Hofz
Die Liste der Biografien führt alle Personen auf, die in der deutschsprachigen Wikipedia einen Artikel haben. Dieses ist eine Teilliste mit 268 Einträgen von Personen, deren Namen mit den Buchstaben „Hofe“ beginnt.

## Hofe
- Hofe, Christian von (1871–1954), deutscher Physiker
- Hofe, Erich von (* 1956), deutscher Politiker (Die Grünen), MdL
- Hofe, Ernst vom (1905–1977), deutscher Finanzjurist und Ministerialbeamter
- Hofé, Günter (1914–1988), deutscher Verlagsleiter und Schriftsteller
- Hofe, Mark vom (* 1952), deutscher Journalist und Naturschützer
- Hofe, Rudolf vom (* 1955), deutscher Mathematiker und Hochschullehrer

### Hofed
- Hofeditz, Erhard (1953–2025), deutscher Fußballspieler
- Hofeditz, Ralf (* 1962), deutscher Radrennfahrer

### Hofeg
- Hofegger, Gerald (* 1958), österreichischer Badmintonspieler

### Hofek
- Höfeker, Horst-Werner (* 1953), deutscher Fußballspieler

### Hofel
- Höfel, Bernhard (1862–1943), österreichischer Juwelier und Mäzen
- Höfel, Blasius (1792–1863), österreichischer Kupferstecher
- Höfel, Dominik (* 1987), österreichischer Fußballspieler
- Höfel, Johann Nepomuk (1788–1864), österreichischer Maler
- Höfel, Stefan (* 1983), österreichischer Musikjournalist, Moderator, Musikproduzent, Musikwissenschaftler, Musikmanager und Arrangeur
- Höfeld, Wolfgang (1889–1965), deutscher Offizier, Finanzjurist und Ministerialbeamter der Luftwaffe im Zweiten Weltkrieg
- Hofele, Albert (1896–1972), deutscher Schauspieler und Hörfunkmoderator
- Höfele, Andreas (* 1950), deutscher Schriftsteller
- Höfele, Simon (* 1994), deutscher Trompeter
- Höfelich, Johann (1796–1849), österreichischer Drucker und Verleger
- Hofelich, Ludwig Friedrich (1842–1903), deutscher Maler und Holzstecher
- Hofelich, Markus, deutscher Wirtschaftsjournalist
- Hofelich, Peter (* 1952), deutscher Politiker (SPD), MdL
- Hofeller, Thomas (1943–2018), US-amerikanischer Politikberater und -stratege
- Höfels, Alwara (* 1982), deutsche SchauspielerinAlwara Höfels (* 1982)

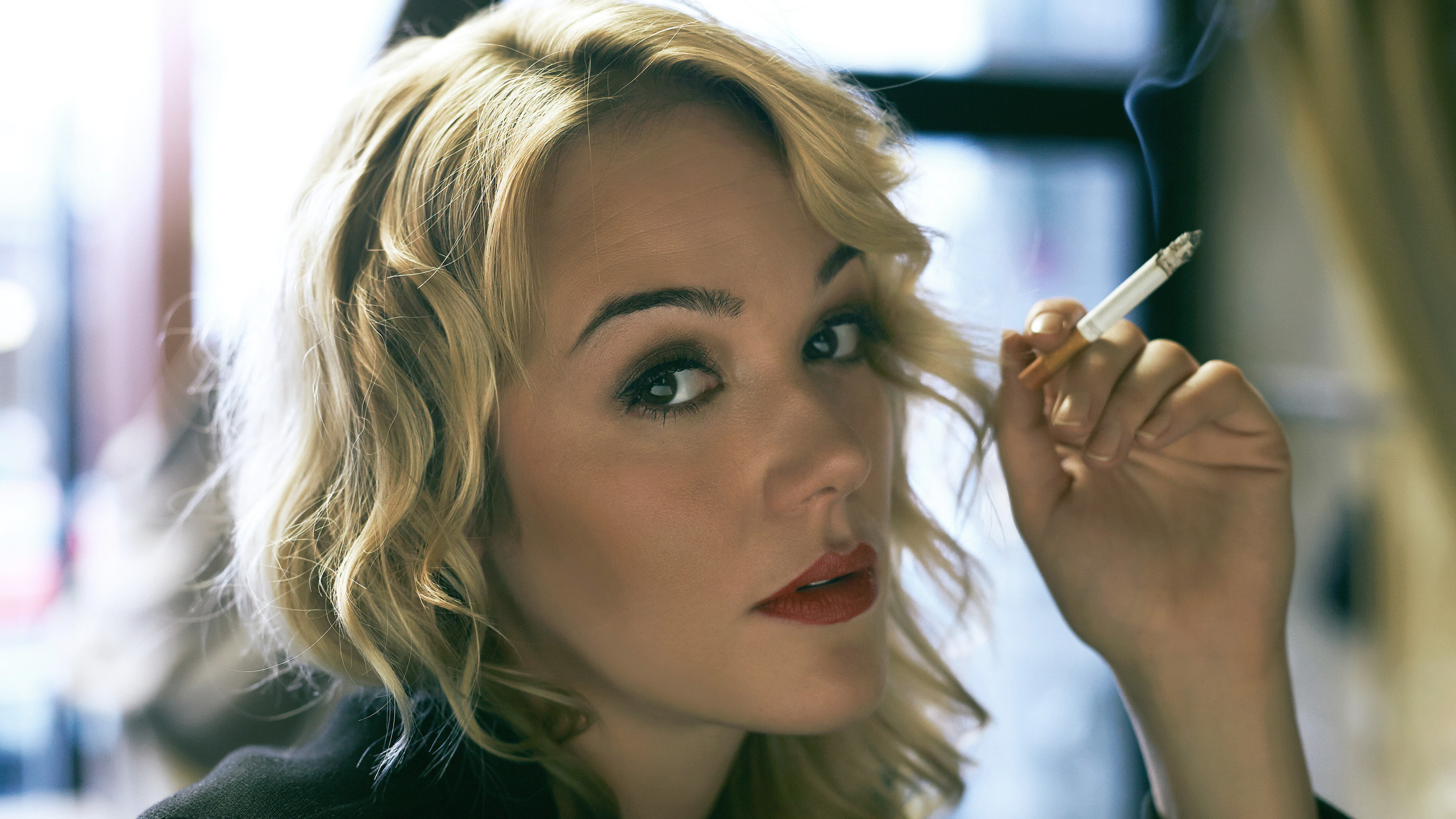
Alwara Höfels (* 1982)

- Höfels, Klara (1949–2022), deutsche Schauspielerin, Regisseurin und Theaterproduzentin

### Hofem
- Hofem, Katja (* 1970), deutsche Medienmanagerin

### Hofen
- Hofen, Maria (1886–1970), deutsche Schauspielerin
- Hofeneder, Hubert (1915–1996), österreichischer Politiker (ÖVP), Abgeordneter zum Nationalrat
- Hofenfels, Johann Christian von (1744–1787), Minister, Staatsmann und Diplomat in Diensten des Herzogs Karl II

### Hofer
- Höfer von Feldsturm, Franz (1861–1918), kaiserlich-königlicher Feldmarschallleutnant
- Höfer von Feldsturm, Irmgard (1865–1919), österreichische Schriftstellerin
- Höfer von Heimhalt, Hans (1843–1924), österreichischer Montangeologe
- Hofer von Lobenstein, Gottfried (1665–1732), tschechischer römisch-katholischer Geistlicher, Generalvikar und Domdekan von Leitmeritz
- Hofer von Lobenstein, Hermann (1804–1872), preußischer Generalleutnant und Erbherr auf Wildenstein
- Hofer, Achim (* 1955), deutscher Musikwissenschaftler und Musikpädagoge
- Hofer, Adolf (1868–1935), deutscher Gutsbesitzer (Junker) und preußischer sozialdemokratischer Politiker
- Höfer, Adolf (1869–1927), deutscher Maler
- Höfer, Albert (1802–1857), deutscher katholischer Pfarrer und Kirchenliedkomponist
- Höfer, Albert (1812–1883), deutscher Sprachforscher
- Höfer, Albert (1932–2022), österreichischer Theologe, Priester und Psychotherapeut
- Hofer, Albert (* 1957), österreichischer Politiker (ÖVP), Landtagsabgeordneter
- Hofer, Alex (* 1977), Schweizer Gleitschirmpilot
- Hofer, Alex (* 1994), italienischer Skirennläufer
- Höfer, Alexander (1877–1937), deutscher Bildhauer und Medailleur
- Hofer, Alexander (* 1972), österreichischer Fernsehjournalist und -moderatorAlexander Hofer (* 1972)

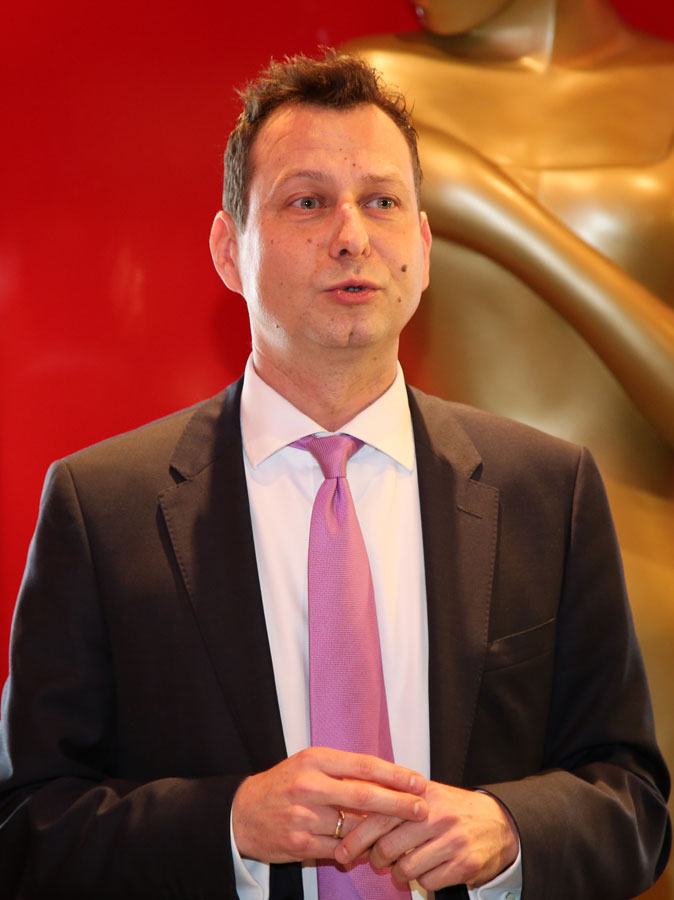
Alexander Hofer (* 1972)

- Hofer, Alfred (1945–2020), österreichischer Badmintonspieler
- Hofer, Alois (1892–1976), österreichischer Politiker (SPÖ), Landtagsabgeordneter im Burgenland
- Hofer, Andreas († 1684), Komponist, Hofkapellmeister und Chorregent
- Hofer, Andreas (1767–1810), Tiroler FreiheitskämpferAndreas Hofer (1767–1810)

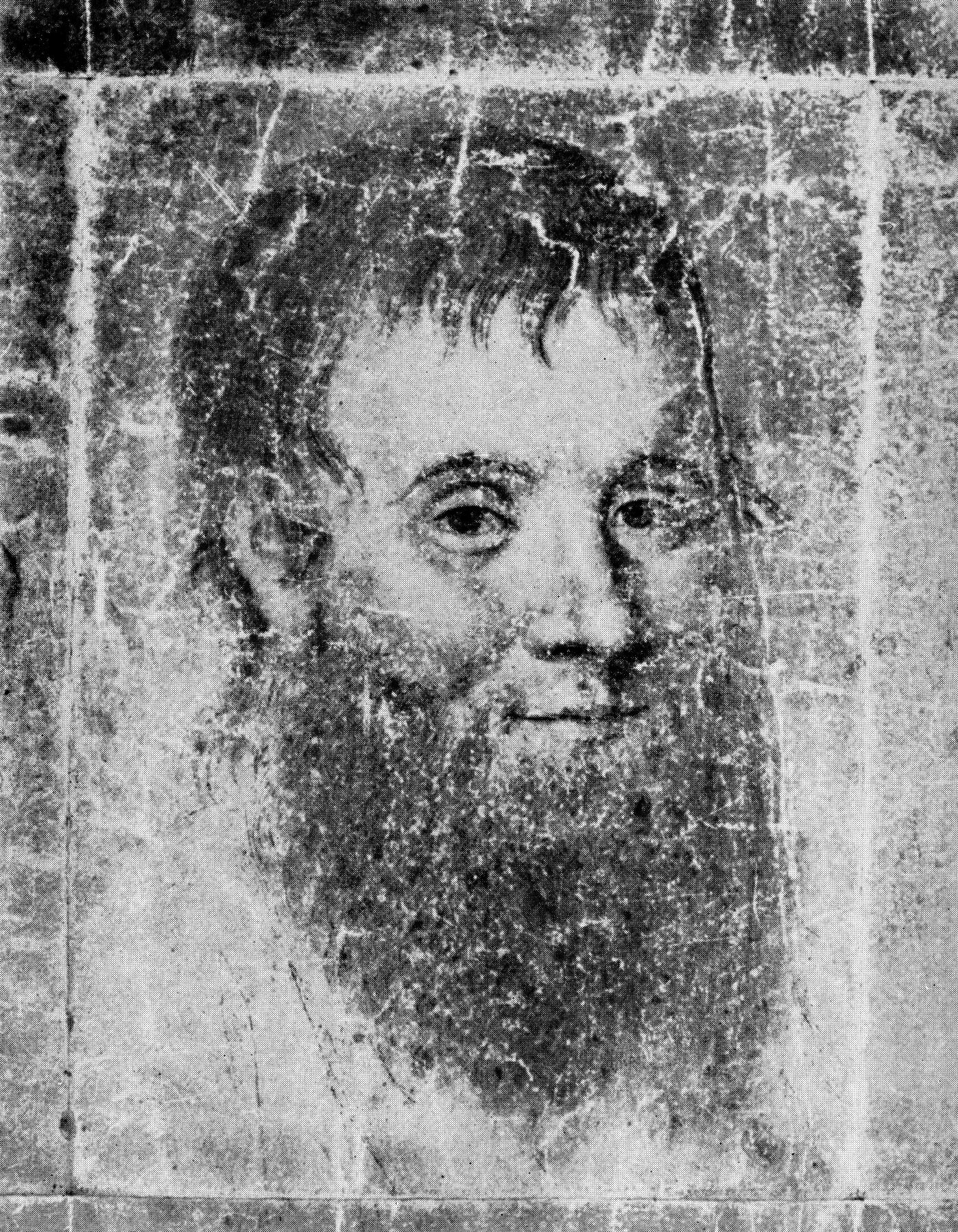
Andreas Hofer (1767–1810)

- Hofer, Andreas (1915–1945), österreichischer Widerstandskämpfer gegen den Nationalsozialismus
- Hofer, Andreas (* 1962), deutscher Schauspieler
- Höfer, Andreas (* 1964), deutscher Kameramann und Fotograf
- Hofer, Andreas (* 1987), deutscher Geräteturner
- Hofer, Andreas (* 1991), österreichischer Bahn- und Straßenradrennfahrer
- Hofer, Andreas Matthias (1907–1989), deutscher Politiker (GB/BHE, GDP), MdL
- Hofer, Andreas-Konrad (* 1963), deutscher Eishockeyspieler
- Hofer, Angelika (1957–2016), deutsche Autorin und Biologin
- Höfer, Anita (* 1944), deutsche Schauspielerin und Synchronsprecherin
- Höfer, Anja (* 1971), deutsche Journalistin und Fernsehmoderatorin
- Höfer, Anna (* 1986), deutsche Fußballspielerin
- Hofer, Anna (* 1988), italienische Skirennläuferin
- Hofer, Anna Ladurner (1765–1836), Frau des Tiroler Freiheitskämpfers und Volkshelden Andreas Hofer
- Höfer, Anton (1764–1837), deutscher Lehrer, Kirchenmusiker, Organist und Komponist
- Höfer, Anton (1871–1949), österreichisch-ungarischer General und k.k. Minister
- Hofer, Anton (1888–1979), italienischer Designer (Südtirol)
- Hofer, Anton (1927–2009), österreichischer Gewerkschafter
- Hofer, Armin (* 1987), italienischer Eishockeyspieler
- Hofer, August (1899–1981), deutscher Maler des Expressionismus
- Höfer, Ben (* 1990), deutscher Surfer
- Hofer, Beni (* 1978), Schweizer Skirennfahrer und Freestyle-Skier
- Höfer, Botho (1880–1958), deutscher Filmarchitekt
- Hofer, Bruno (1861–1916), deutscher Ichthyologe
- Hofer, Burkhard (* 1944), österreichischer Jurist und Manager
- Höfer, Candida (* 1944), deutsche FotografinCandida Höfer (* 1944)

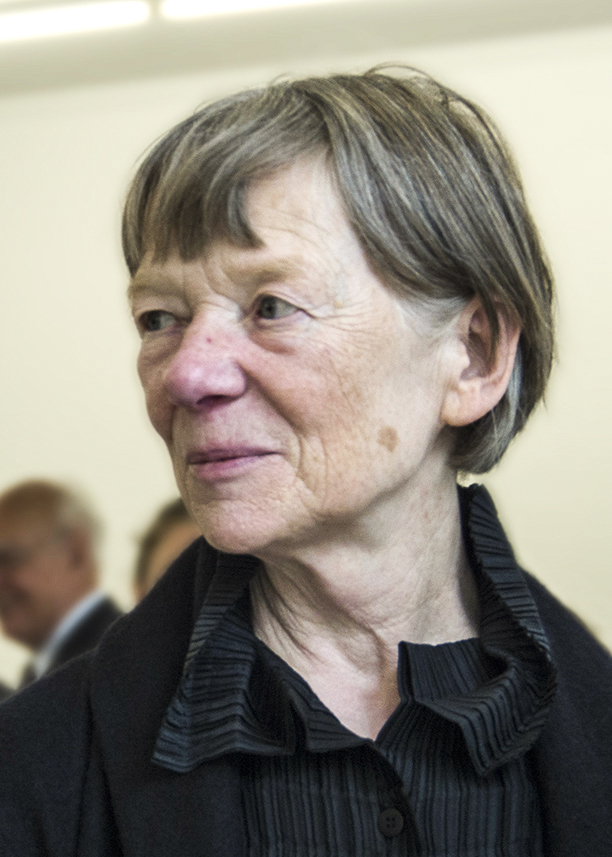
Candida Höfer (* 1944)

- Hofer, Carl (1894–1954), österreichischer Filmproduktionsleiter, Produzent und Herstellungsleiter
- Höfer, Carsten (* 1969), deutscher Kabarettist und Schauspieler
- Höfer, Christian (1922–1988), deutscher Kommunalpolitiker (SPD)
- Hofer, Christian (* 1979), italienischer Biathlet
- Hofer, Claus (1914–2006), deutscher Schauspieler und Hörspielsprecher
- Hofer, Cuno (1886–1931), Schweizer Jurist und Schriftsteller
- Hofer, Daniel (* 1983), italienischer Triathlet
- Hofer, Daniel (* 1983), österreichischer Fußballspieler
- Hofer, David (* 1979), österreichischer Filmeditor, Kameramann, Schauspieler und Regisseur
- Hofer, David (* 1983), italienischer Skilangläufer
- Hofer, Dieter, österreichischer Badmintonspieler
- Höfer, Dirk (* 1961), deutscher Humanbiologe und Forscher
- Höfer, Edmund (1933–2014), deutscher Presse- und Kunstfotograf
- Hofer, Elmar (* 1985), italienischer Skirennläufer
- Höfer, Emil (1815–1880), deutscher Graveur und Stahlstecher
- Höfer, Ernst (1879–1931), deutscher Landwirt und Politiker (ThLB, CNBL), MdL
- Hofer, Ernst (1971–2023), österreichischer Judoka
- Hofer, Erwin (1912–1995), Schweizer Politiker (SP)
- Hofer, Evelyn (1922–2009), mexikanisch-britische Fotografin
- Hofer, Fabio (* 1991), österreichischer Eishockeyspieler
- Höfer, Ferdinand (1811–1878), deutsch-französischer Schriftsteller
- Hofer, Ferdinand (* 1993), deutscher SchauspielerFerdinand Hofer (* 1993)

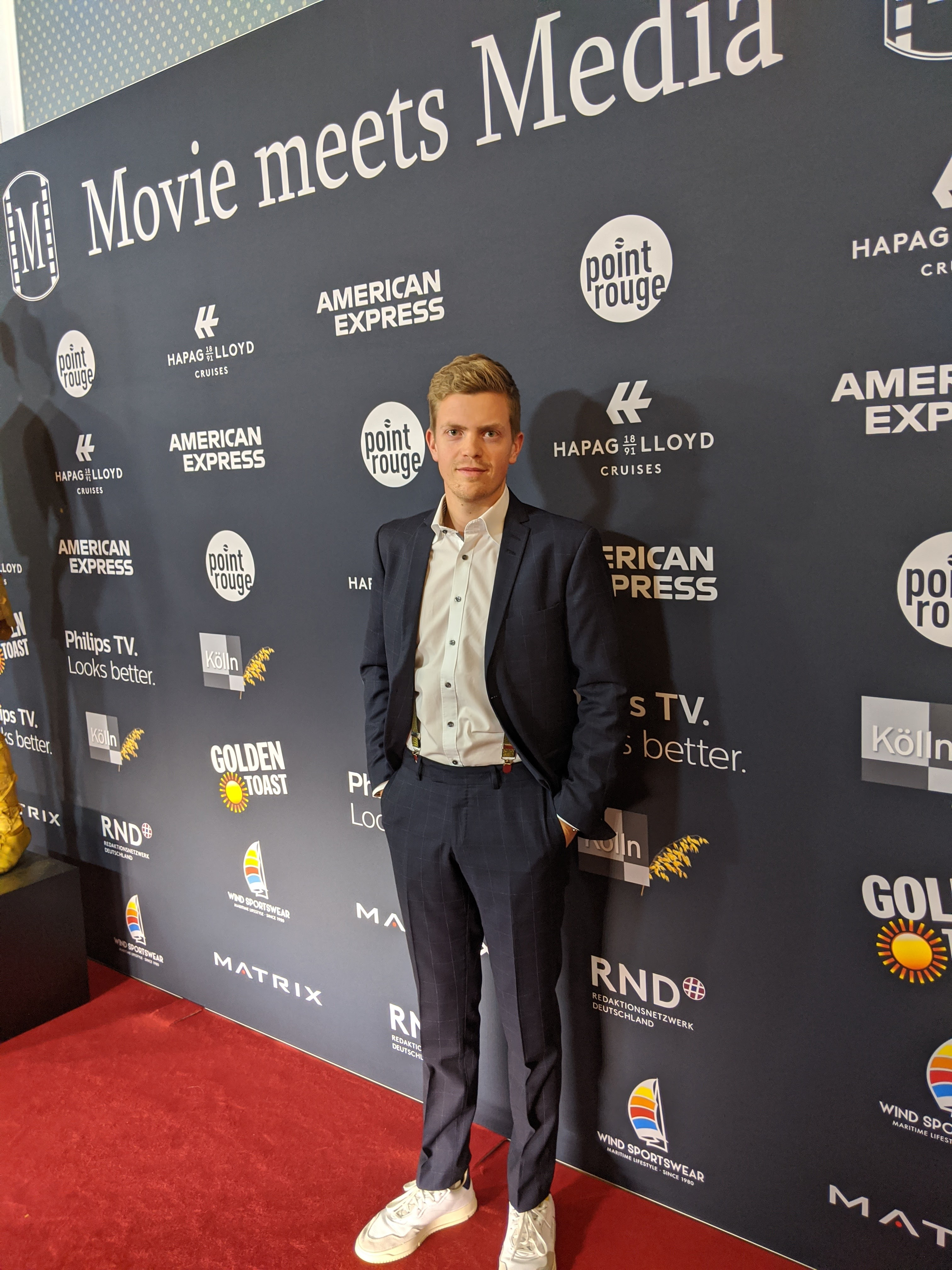
Ferdinand Hofer (* 1993)

- Hofer, Franz (1794–1865), deutscher Richter und Politiker
- Hofer, Franz (1874–1933), österreichischer Lehrer und Politiker (CSP), Landtagsabgeordneter, Abgeordneter zum Nationalrat
- Hofer, Franz (1882–1945), deutscher Filmregisseur
- Hofer, Franz (1885–1915), österreichischer Maler und Grafiker
- Hofer, Franz (1902–1975), österreichischer Politiker (NSDAP), MdR, Gauleiter von Tirol und Vorarlberg
- Hofer, Franz (1918–1990), österreichischer Fußballspieler
- Hofer, Franz (1923–1980), deutscher Kameramann
- Hofer, Franz (1929–2020), österreichischer Politiker (ÖVP), Landtagsabgeordneter
- Höfer, Franz (* 1980), österreichischer Triathlet
- Hofer, Franz Xaver (1942–2012), österreichischer Schriftsteller
- Hofer, Fridolin (1861–1940), Schweizer Dichter
- Höfer, Gerald (* 1960), deutscher Lyriker, Prosaist und Herausgeber
- Höfer, Gerd (* 1943), deutscher Politiker (SPD), MdB
- Hofer, Gerhard (* 1982), österreichischer Skispringer, Skisprungtechniker und -trainer
- Hofer, Gottfried (1858–1932), Tiroler Kunstmaler
- Höfer, Gottfried (1931–1983), deutscher Maler und Grafiker in der DDR
- Hofer, Gottfried Eduard (1891–1993), Schweizer Unternehmer
- Hofer, Greta (1900–1995), deutsche Opern- und Liedsängerin sowie Gesangspädagogin
- Hofer, Gustav (* 1976), italienischer Journalist und Dokumentarfilmer
- Hofer, Hanns (1926–2016), österreichischer Mediziner
- Hofer, Hanns von (1907–1945), deutscher Landrat
- Hofer, Hans (1863–1941), österreichischer Politiker (CSP), Abgeordneter zum Nationalrat
- Hofer, Hans (1866–1930), österreichischer Politiker (DnP), Abgeordneter zum Nationalrat
- Hofer, Hans (1907–1973), tschechisch-österreichischer Schauspieler und Kabarettist
- Höfer, Hans (* 1911), deutscher Fußballtrainer
- Hofer, Hans (1913–1997), Schweizer Politiker (FDP)
- Hofer, Hans (1934–2014), Schweizer Physiker und Hochschullehrer
- Hofer, Hans (* 1944), Schweizer Politiker (CSP OW), Landammann von Obwalden
- Hofer, Hans (* 1983), österreichischer Regisseur und Drehbuchautor
- Hofer, Hans-Georg (* 1971), österreichischer Medizinhistoriker
- Hofer, Hansjörg (* 1952), römisch-katholischer Geistlicher, Weihbischof und Generalvikar der Erzdiözese Salzburg
- Hofer, Hansjörg (1959–2022), österreichischer Jurist, Beamter und Behindertenanwalt
- Höfer, Harry (1921–2007), deutscher Komponist
- Höfer, Heijo (* 1953), deutscher Politiker (SPD), MdL, Bürgermeister
- Höfer, Heinrich (1825–1878), deutscher Landschafts- und Porträtmaler
- Hofer, Helga (* 1955), österreichische Textilkünstlerin, Malerin und Autorin
- Hofer, Helmut (1912–1989), österreichischer Zoologe und Morphologe
- Hofer, Helmut (* 1956), deutschamerikanischer Mathematiker
- Hofer, Hermann, deutscher Fußballspieler
- Hofer, Hermann (1908–2003), österreichischer Höhlenforscher
- Höfer, Hermann (1934–1996), deutscher Fußballspieler und -funktionär
- Hofer, Hermann (* 1938), Schweizer Romanist und Schriftsteller
- Hofer, Herwig (1940–2013), österreichischer Politiker (ÖVP), Landtagsabgeordneter, Mitglied des Bundesrates
- Hofer, Hieronymus (1815–1890), deutscher evangelischer Pfarrer und Sozialreformer
- Hofer, Hilla (1914–1990), deutsche Tänzerin, Bühnen- und Filmschauspielerin
- Höfer, Horst (1876–1961), deutscher Lehrer und Landwirt
- Hofer, Horst (* 1967), österreichischer Militär
- Hofer, Ignaz (1790–1862), österreichischer Maler und Grafiker
- Hofer, Ingrid (* 1976), österreichische Autorin, Komponistin, Sängerin und Songwriterin
- Hofer, Jack (* 1998), österreichischer Schauspieler
- Hofer, Jan (* 1950), deutscher NachrichtensprecherJan Hofer (* 1950)

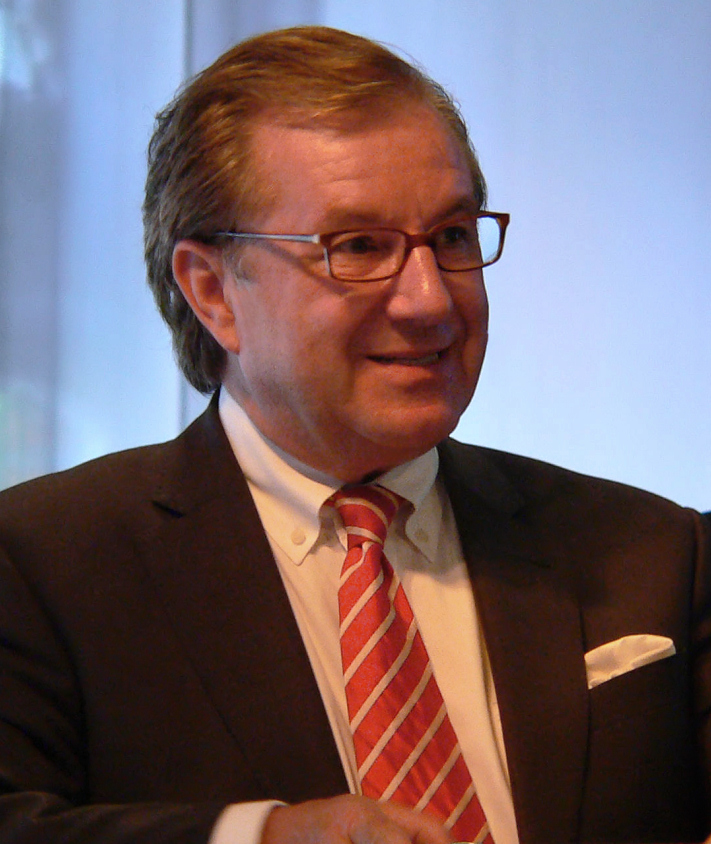
Jan Hofer (* 1950)

- Hofer, Jens (* 1997), liechtensteinischer Fussballspieler
- Hofer, Joel (* 2000), kanadischer Eishockeytorwart
- Hofer, Johann (* 1940), österreichischer Versicherungskaufmann und Politiker (ÖVP), Abgeordneter zum Nationalrat
- Hofer, Johann Baptist (1759–1838), deutscher Jurist und Politiker
- Höfer, Johann Bernhard von (1713–1784), preußischer Oberst
- Höfer, Johann Cyriacus († 1667), deutscher evangelischer Pfarrer und theologischer Schriftsteller
- Hofer, Johanna (1896–1988), deutsche Schauspielerin
- Hofer, Johannes (1879–1939), österreichischer katholischer Theologe
- Hofer, Johannes (* 1983), italienischer Naturbahnrodler
- Hofer, Johannes Evangelist (1757–1817), österreichischer Benediktiner und Bibelwissenschaftler
- Hofer, Josef (1848–1912), österreichischer Komponist, Kirchenmusiker, Kapellmeister und Pädagoge
- Hofer, Josef (1883–1948), österreichischer Landwirt und Politiker, Landtagsabgeordneter
- Höfer, Josef (1896–1976), deutscher römisch-katholischer Geistlicher und Theologe
- Hofer, Josef (* 1955), Schweizer Cellist, Arrangeur und Musikautor
- Hofer, Joseph Anton (1742–1820), österreichischer Theologe und römisch-katholischer Geistlicher
- Hofer, Josepha († 1819), deutsche Opernsängerin (Sopran)
- Hofer, Julius (1890–1953), deutscher Politiker (SPD), MdL Bayern
- Höfer, Julius (* 1992), deutscher Volleyballspieler
- Hofer, Jürgen (* 1941), deutscher Politiker (FDP, DVP), MdL
- Höfer, Karl (1819–1849), deutscher Lehrer und Revolutionär
- Hofer, Karl (1878–1955), deutscher Maler des ExpressionismusKarl Hofer (1878–1955)

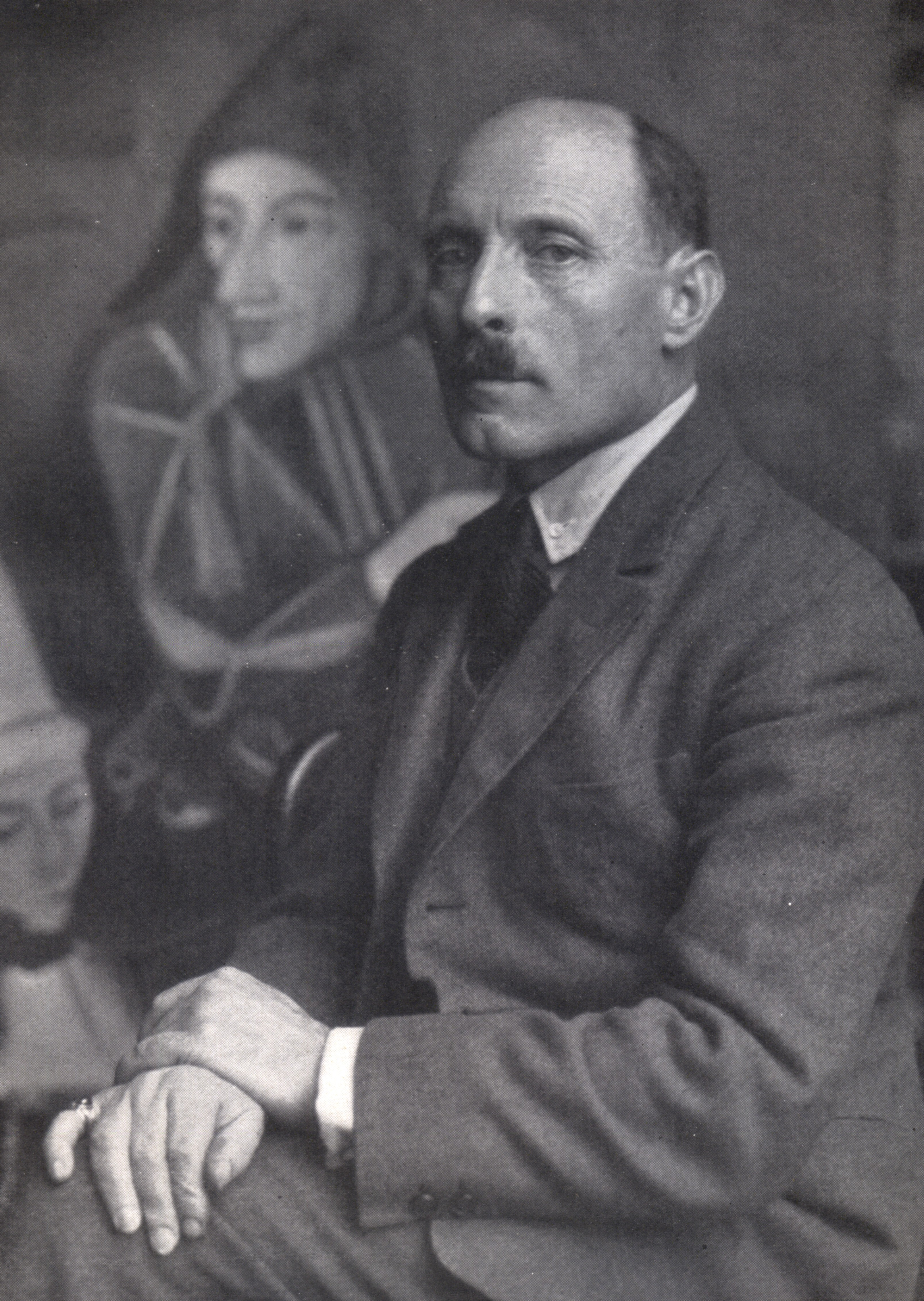
Karl Hofer (1878–1955)

- Hofer, Karl (* 1929), österreichischer Redakteur
- Höfer, Karlheinz (* 1950), deutscher Fußballspieler und -trainer
- Hofer, Klara (1875–1955), deutsche Schriftstellerin
- Hofer, Konrad (1928–2006), Schweizer Maler und Bildhauer
- Hofer, Konrad (* 1955), österreichischer Soziologe
- Hofer, Lambert (1879–1938), österreichischer Unternehmer
- Hofer, Lambert (1907–1997), österreichischer Unternehmer
- Hofer, Lambert (1944–2013), österreichischer Unternehmer im Kostümverleih
- Hofer, Lisa (* 1984), deutsche Schauspielerin
- Hofer, Ludwig von (1801–1887), deutscher Bildhauer
- Hofer, Lukas (* 1989), italienischer BiathletLukas Hofer (* 1989)

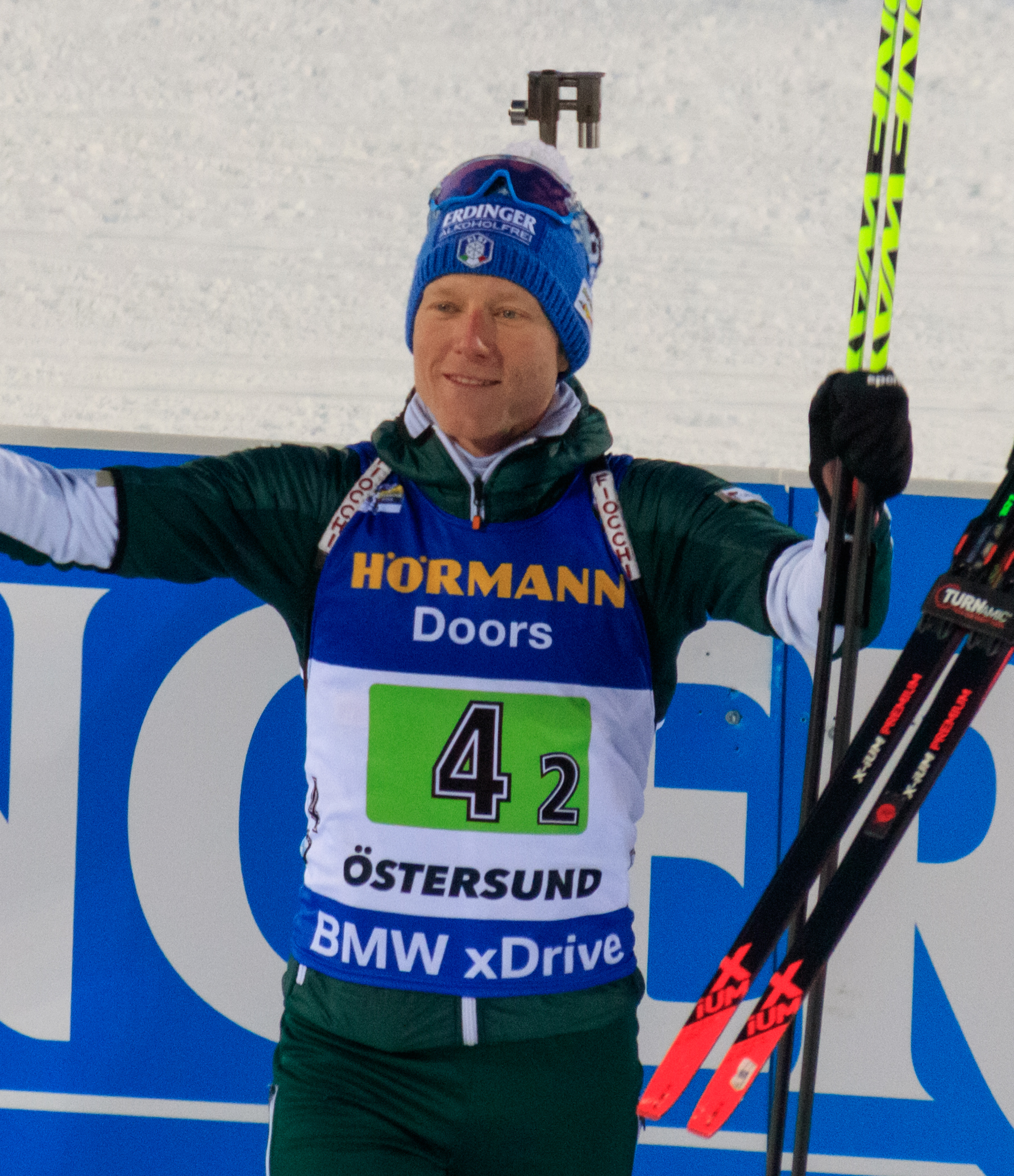
Lukas Hofer (* 1989)

- Hofer, Margit (* 1964), österreichische Politikerin (ÖVP), Abgeordnete zum Salzburger Landtag
- Hofer, Margot (* 1943), österreichische Politikerin (FPÖ), Landtagsabgeordneter
- Hofer, Maria (1894–1977), österreichische Organistin, Pianistin und Komponistin
- Hofer, Markus (* 1949), Schweizer Querflötist und Komponist
- Hofer, Markus (* 1957), österreichischer Theologe
- Hofer, Markus (* 1971), österreichischer Unternehmer und Politiker (NEOS)
- Hofer, Markus (* 1977), österreichischer Bildhauer
- Höfer, Martin (* 1982), deutscher Medienkünstler
- Hofer, Mathilde (1874–1942), Sängerin, Ehefrau des Malers Karl Hofer, Opfer des Holocaust
- Höfer, Max A. (* 1959), deutscher Politikwissenschaftler und Ökonom
- Hofer, Maximilian (* 2005), österreichischer Fußballspieler
- Hofer, May (1896–2000), Südtiroler Textil- und Emaillekünstlerin
- Hofer, Michael (1851–1922), Schweizer Politiker
- Hofer, Michael (* 1966), österreichischer Philosoph
- Höfer, Michael (* 1986), Schweizer Skeletonsportler
- Hofer, Mirzl (1877–1955), österreichische Sängerin und Jodlerin
- Hofer, Nicole (* 1986), Schweizer Triathletin
- Hofer, Norbert (1874–1952), Mönchspriester, Regenschori, Organist
- Hofer, Norbert (* 1971), österreichischer Ingenieur, Politiker (FPÖ) und Dritter Präsident des NationalratsNorbert Hofer (* 1971)

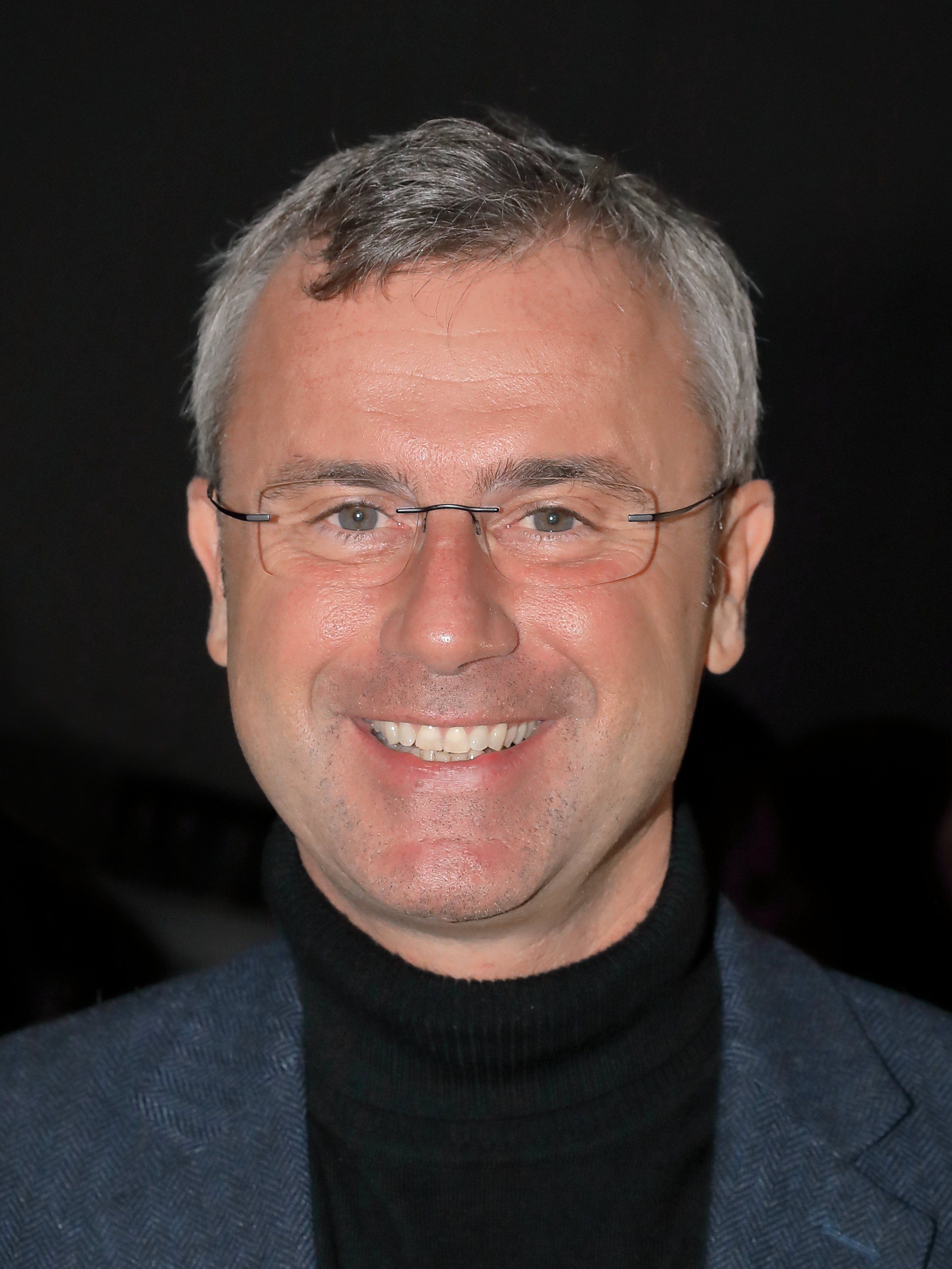
Norbert Hofer (* 1971)

- Höfer, Otto (1861–1919), deutscher Altphilologe und Gymnasiallehrer
- Hofer, Otto (* 1940), österreichischer Humorist und Mundartautor
- Hofer, Otto (* 1944), Schweizer Dressurreiter
- Höfer, Paul (1845–1914), deutscher Lehrer, Heimatkundler und Archäologe
- Hofer, Paul (1858–1940), Schweizer Historiker
- Hofer, Paul (1909–1995), Schweizer Kunsthistoriker, der sich auf Architektur- und Städtebaugeschichte spezialisierte
- Hofer, Paul (* 1990), österreichischer Fußballspieler
- Höfer, Paul (* 1991), deutscher Pokerspieler
- Hofer, Peter (1905–1943), nationalsozialistischer Politiker (VKS, AdO, OpA)
- Höfer, Petra (1963–2017), deutsche Journalistin und Filmemacherin
- Hofer, Polo (1945–2017), Schweizer RockmusikerPolo Hofer (1945–2017)

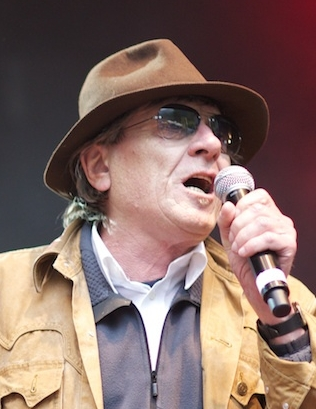
Polo Hofer (1945–2017)

- Hofer, Raphael (* 2003), österreichischer Fußballspieler
- Höfer, Regina (* 1947), deutsche Sprinterin und Hürdenläuferin
- Hofer, Rita (* 1963), Schweizer Politikerin (Grüne)
- Hofer, Roland (* 1990), italienischer Eishockeyspieler
- Hofer, Roman (1942–2011), Schweizer Benediktinerpater, Kirchenmusiker, Musikbibliothekar und Lehrer
- Hofer, Roman (* 1976), österreichischer Freestyle-Skisportler
- Hofer, Rudolf (1894–1956), österreichischer Architekt
- Höfer, Rudolf (1923–2023), österreichischer Arzt
- Höfer, Rudolf Karl (* 1951), österreichischer römisch-katholischer Theologe
- Hofer, Salome (* 1986), Schweizer Politikerin (SP)
- Hofer, Sibylle (* 1960), Schweizer Rechtswissenschaftlerin
- Höfer, Siegfried (1931–2019), deutscher Maler
- Hofer, Siggi (* 1970), italienisch-österreichischer Künstler
- Hofer, Sigi (1878–1933), österreichischer Komiker und Schauspieler
- Hofer, Sigrid (* 1956), deutsche Kunsthistorikerin
- Höfer, Silvia (* 1956), deutsche Hebamme und AutorinSilvia Höfer (* 1956)

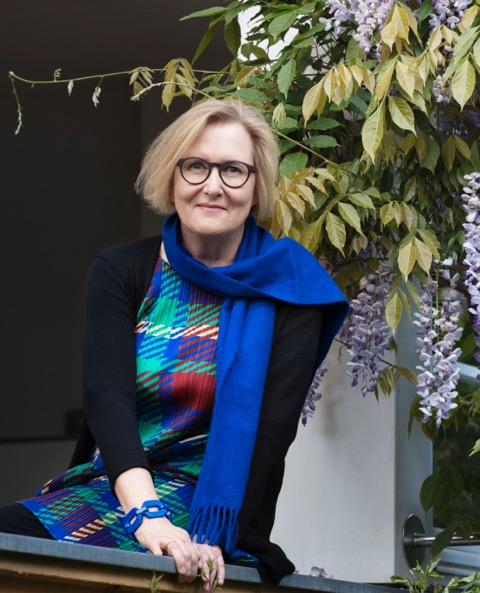
Silvia Höfer (* 1956)

- Hofer, Simon (* 1981), Schweizer Fußballspieler
- Hofer, Stefan (1888–1959), österreichischer Romanist
- Hofer, Stefan (* 1975), Schweizer Politiker (SVP)
- Hofer, Stefan (* 1986), österreichischer Politiker (SPÖ), Abgeordneter zum Landtag Steiermark
- Hofer, Susanne (* 1970), Schweizer Künstlerin
- Hofer, Susanne (* 1994), österreichische Gewerkschafterin
- Hofer, Thomas (* 1973), österreichischer Politikberater
- Hofer, Thomas (* 1996), österreichischer Skispringer
- Hofer, Toni (1903–1979), österreichischer Grafiker, Exlibriskünstler und Kunstsammler
- Hofer, Torsten (* 1980), deutscher Politiker (SPD), MdA
- Höfer, Ulrich (* 1957), deutscher Oberflächenphysiker
- Höfer, Uwe (* 1959), deutscher Fußballspieler
- Hofer, Verena (* 1997), italienische Tennisspielerin
- Hofer, Walter (1940–2004), österreichischer Politiker (SPÖ), Landtagsabgeordneter
- Hofer, Walter (* 1955), österreichischer Sportfunktionär
- Hofer, Walter Andreas (1893–1975), deutscher Kunsthändler
- Hofer, Walther (1920–2013), Schweizer Historiker und Politiker (BGB, SVP)
- Höfer, Werner (1913–1997), deutscher JournalistWerner Höfer (1913–1997)

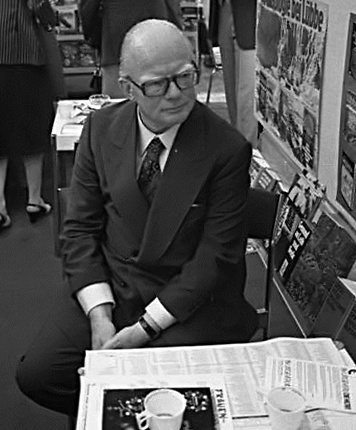
Werner Höfer (1913–1997)

- Hofer, Winfried (* 1941), deutscher Brigadegeneral des Heeres der Bundeswehr
- Hofer, Wolfgang (* 1950), österreichischer Schlagersänger, Komponist und Liedtexter
- Hofer, Yanick (* 1996), Schweizer Fussballtorhüter
- Hofer, Yasi (* 1992), deutsche Gitarristin und Sängerin
- Hofer-Bach, Otto (1897–1970), deutscher Maler und Grafiker
- Hofer-Gruber, Helmut (* 1959), österreichischer Politiker (NEOS)
- Hofer-Mitterer, Chryseldis (1948–2017), österreichische bildende Künstlerin
- Hofer-Pittschau, Hilde (1873–1961), österreichische Schauspielerin
- Höfer-Wissing, Neithart (* 1956), deutscher Diplomat
- Hoferer, Franz Paul (1854–1939), deutscher Arzt und Hofrat
- Hoferer, Johann Baptist (1860–1936), deutscher Politiker (Zentrum)
- Hoferer, Max (1852–1935), deutscher Autor
- Hoferer, Michael (1820–1894), deutscher Politiker und Hofrat
- Hoferichter, Ernst (1895–1966), deutscher Schriftsteller, Journalist und Schauspieler
- Hoferick, Andreas (* 1959), deutscher Bildhauer und Restaurator
- Höferl, Andreas (* 1959), österreichischer Politiker (SPÖ)
- Höferlin, Manuel (* 1973), deutscher Politiker (FDP), MdBManuel Höferlin (* 1973)

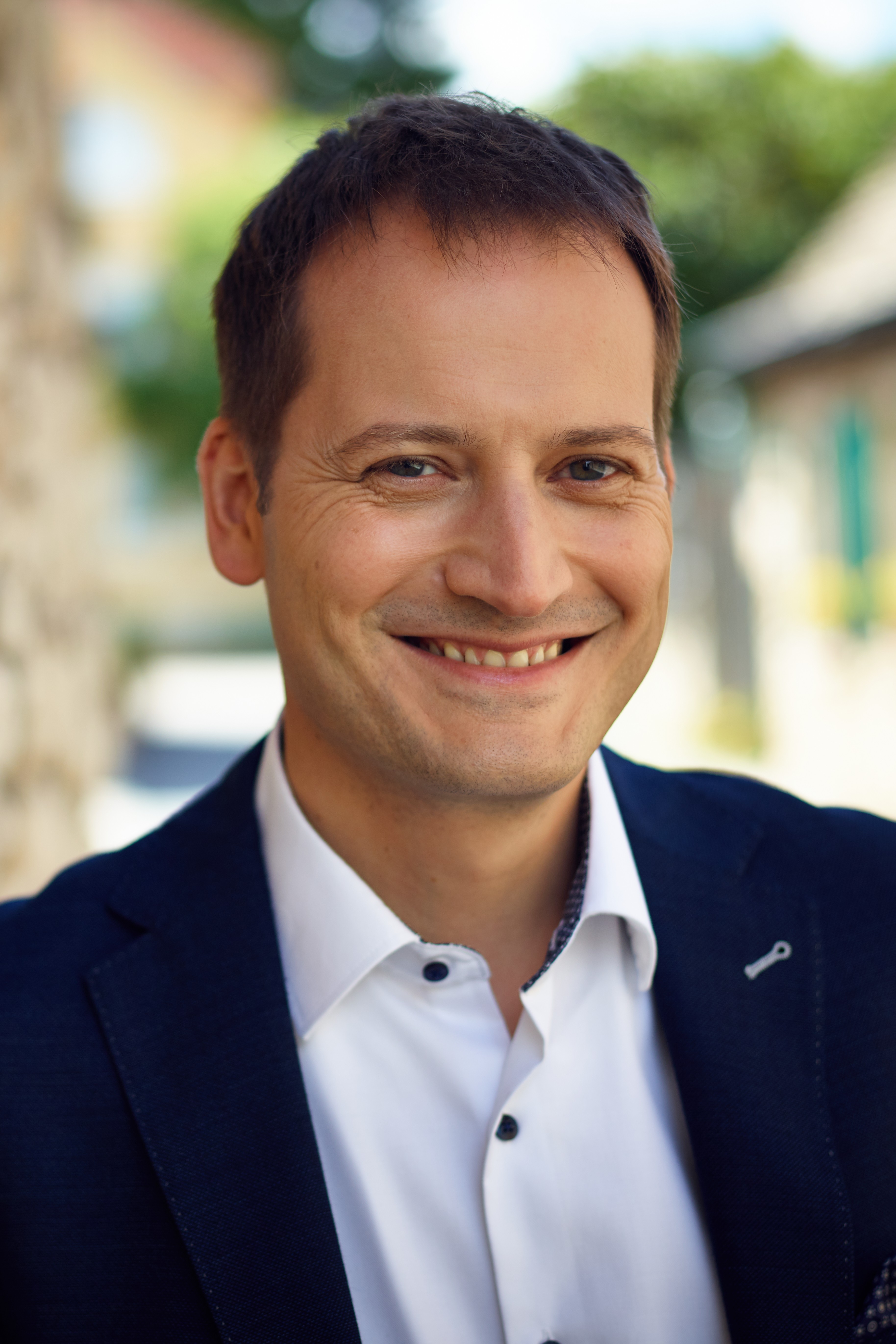
Manuel Höferlin (* 1973)

- Höfermayer, Walter (1905–1973), österreichischer Opernsänger der Stimmlagen Bariton und Bassbariton
- Höfert, Almut (* 1967), deutsche Mittelalterhistorikerin
- Hofert, Alrun (* 1994), deutsche Schauspielerin
- Höfert, Rolf (* 1949), deutscher Fußballspieler
- Hofert, Svenja (* 1965), deutsche Karriereberaterin
- Höferth, Marco (* 1988), deutscher Fußballspieler
- Hofertienė, Romualda (1941–2017), litauische Politikerin